# لا اونین
لا اونیون (به اسپانیایی: La Unión) یکی از شهرداری‌های کومارکای شرقی و در بخش خودمختار مورسیا در کشور اسپانیا قرار دارد. تا سال ۲۰۱۲ مساحت این شهرداری ۲۵ کیلومتر مربع و جمعیت آن ۱۹۰۰۹ تَن می‌باشد.